# 秋田県道267号金沢吉田柳田線
秋田県道267号金沢吉田柳田線（あきたけんどう267ごう かなざわよしだやなぎだせん）は、秋田県仙北郡美郷町から横手市までを通る一般県道である。

## 概要
起点から西に進み、JR東日本奥羽本線に程近い美郷町飯詰で南へ方向を変え、1km弱の間奥羽本線と並走した後、奥羽本線を踏切で渡りJR後三年駅前において秋田県道266号耳取後三年停車場線と分岐する。なおも南下し、秋田県道71号大曲横手線、秋田県道29号横手大森大内線と平面交差しながら進むとやがて秋田自動車道と並走する。その後秋田県道48号横手東由利線、国道107号と平面交差する。この付近では再三にわたり秋田自動車道との立体交差を受ける。横手ICの南西側を緩やかにカーブし、東に向きを変えて湯沢横手道路、奥羽本線（いずれも立体交差）と交差し、終点に至る。

### 路線データ
- 総延長 : 17.727 km（国道107号・県道など交差点重複区間102 m含む）[2]
- 実延長 : 17.495 km[2]
- 起点 : 秋田県仙北郡美郷町金沢字榊柳23番1（榊柳交差点、国道13号交点）[3]北緯39度22分38.9秒 東経140度34分5.6秒
- 終点 : 秋田県横手市柳田字石田3番14（新藤柳田交差点、国道13号交点）[3]北緯39度16分7.24秒 東経140度33分2秒
- 未供用区間 : なし[2]

## 歴史
- 1974年（昭和49年）3月19日 - 秋田県道に認定される[3]。
- 2003年（平成15年）4月4日 - 4月8日 - 平鹿郡平鹿町上吉田間内地内のバイパスが複数供用開始し、平鹿郡平鹿町上吉田間内字明通86番4地先から字朴田35番2地先まで新ルートになる[4][5]。

## 路線状況

### 重複区間
- 秋田県道266号耳取後三年停車場線（仙北郡美郷町金沢西根字上四ツ谷・地内（JR東日本 奥羽本線 後三年駅前）130m[2]

### 冬期閉鎖区間
- なし[6]

### 交通不能区間
- なし[7]

### 道路施設
橋梁
- 境大橋（横手川）

交通
- 秋田自動車道・湯沢横手道路 横手JCT（接続はしていない。横手ICには市道経由で接続）

道の駅
- 美郷（起点から国道13号経由、北へ300m）

## 地理

### 通過する自治体
- 秋田県
  - 仙北郡美郷町 - 横手市 - 仙北郡美郷町 - 横手市

### 交差する道路
| 施設名                                               | 接続路線名                      | 備考                   | 所在地                                                   |
| ---------------------------------------------------- | ------------------------------- | ---------------------- | -------------------------------------------------------- |
| 榊柳交差点                                           | 国道13号                        | 起点                   | 仙北郡美郷町金沢字榊柳の又                               |
| 後三年駅前北緯39度21分52.67秒 東経140度32分15.51秒 - | 秋田県道266号耳取後三年停車場線 | 県道266号終点 重複区間 | 仙北郡美郷町金沢西根字上四ツ谷・地内                     |
| 番匠田交差点                                         | 秋田県道71号大曲横手線          |                        | 横手市上境字番匠田北緯39度20分49.1秒 東経140度32分1.15秒 |
| 赤川交差点                                           | 秋田県道29号横手大森大内線      |                        | 横手市赤川村ノ前北緯39度19分36.2秒 東経140度31分18.4秒   |
| 中山交差点                                           | 秋田県道48号横手東由利線        |                        | 横手市平鹿町上吉田北緯39度18分3.1秒 東経140度31分27.0秒  |
| 上吉田朴田交差点                                     | 国道107号                       |                        | 横手市平鹿町上吉田北緯39度17分26.5秒 東経140度31分37.6秒 |
| 平鹿バスストップ                                     | 秋田自動車道                    | 乗降の接続             | 横手市平鹿町北緯39度17分21.6秒 東経140度31分42.4秒       |
| 新藤柳田交差点                                       | 国道13号                        | 終点                   | 横手市柳田字石田                                         |

### 沿線の施設
- JR東日本 奥羽本線
  - 後三年駅
  - 柳田駅（終点から国道13号経由）
- 柳田・横手第二工業団地